# Friedrich Buchholz (Kunsthistoriker)
Friedrich Andreas Heinz Buchholz (* 14. Dezember 1902 in Dessau; † 15. März 1967 in Darmstadt) war ein deutscher Kunsthistoriker und Kantor.

## Leben
Nach der Promotion 1927 versuchte er die Integration deutscher Gregorianik in den evangelischen Gottesdienst umzusetzen. 1961 erhielt er die theologische Ehrendoktorwürde der Universität Bonn.

## Werke (Auswahl)
- Protestantismus und Kunst im sechzehnten Jahrhundert. 1928.
- Vom Wesen der Gregorianik. Ein Beitrag zum Gespräch über den Gottesdienst. 1948.
- Von Bindung und Freiheit der Musik und des Musikers in der Gemeinde. 1955.
- Paramente als Zeugnis der Feier. 1963.